# Itterberg (Solingen)
Itterberg ist eine Ortslage in der bergischen Großstadt Solingen.

## Lage und Beschreibung
Itterberg befindet sich im Stadtteil Wald nördlich des Walder Stadtteilzentrums. Der heute in der geschlossenen Bebauung aufgegangene Ort liegt in Hanglage südlich der Itter an der Obenitterstraße zwischen Itterberger Straße und Andersenstraße. Etwas südlich von dem Ort befindet sich der Gewerbepark Solingen-Wald.
Benachbarte Orte sind bzw. waren (von Nord nach West): Obenitter, Neuenkotten, Westersburg, Schneppert, Felder Hof, Sorgenhaus, Adamsfeld, Wittkulle und Mittelitter.

## Etymologie
Der Ortsname beschreibt die Lage des Ortes an dem steilen Itterberg, der in das Ittertal hinabführt.

## Geschichte
Der Ort entstand in der zweiten Hälfte des 19. Jahrhunderts und erscheint erstmals in den Messtischblättern Solingen, Ausgabe 1893, der amtlichen Topografischen Karte 1:25.000 auf Kartenwerken. Er ist dort bereits als Itterberg benannt. In der Karte des Landmessers August Hofacker aus dem Jahre 1898 ist der Ort ebenfalls als Itterberg verzeichnet.
Itterberg gehörte zur Bürgermeisterei Wald, die im Jahr 1856 das Stadtrecht erhalten hat. Im Gemeindelexikon für die Provinz Rheinland von 1888 werden für Itterberg acht Wohnhäuser mit 58 Einwohnern angegeben. 1895 besitzt der Ortsteil elf Wohnhäuser mit 103 Einwohnern, 1905 werden zehn Wohnhäuser und 78 Einwohner angegeben. Mit der Städtevereinigung zu Groß-Solingen im Jahre 1929 wurde Itterberg ein Ortsteil Solingens. Ab den 1930er Jahren verlor der Ort allmählich seine eigenständige Lage und ging in den nach Norden expandierenden Wohn- und Gewerbegebieten des Walders Kernorts lückenlos auf. Der Ortsname ist jedoch bis heute im Solinger Stadtplan verzeichnet.
An der Obenitterstraße bei Itterberg siedelte sich das Maschinenbauunternehmen Klopp an, die vor allem für die Klopp-Kurzhobelmaschine berühmt wurde. Es betrieb dort eine seiner zwei Solinger Produktionsstätten, eine eigene Gießerei befand sich an der Mühlenstraße in Ohligs (später von C. Rob Hammerstein übernommen). Der Standort an der Obenitterstraße wurde insbesondere in den 1920er und 1930er Jahren ausgebaut. Das Unternehmen profitierte von dem Boom der Rüstungsindustrie in den 1930er Jahren. Nach dem Zweiten Weltkrieg stellte das Unternehmen auf die Produktion von Werkzeugmaschinen um. Aufgrund der Krise in der Maschinenbauindustrie gingen die Klopp-Werke 1991 mit zuletzt 380 Beschäftigten in Konkurs. Teile des Unternehmens übernahm der Solinger Unternehmer Egon Evertz und verlegte die Produktion an die Prinzenstraße in Ohligs.:67 Der ehemalige Industriekomplex an der Obenitterstraße am Itterberg wird heute als Gewerbepark Solingen-Wald betrieben beherbergt mehrere Firmen.:37–41